# Mikkalo
Mikkalo az Amerikai Egyesült Államok északnyugati részén, Oregon állam Gilliam megyéjében, a Union Pacific Railroad egykori condoni szárnyvonala mentén elhelyezkedő önkormányzat nélküli település.
Névadója John Mikkalo telepes. A posta 1907-ben nyílt meg. 1921. március 28-án a terménylift kigyulladt.

## Éghajlat
A település éghajlata mediterrán (a Köppen-skála szerint Csb).

## Fordítás
- Ez a szócikk részben vagy egészben  a   Mikkalo, Oregon című angol Wikipédia-szócikk ezen változatának fordításán alapul.  Az eredeti cikk szerkesztőit annak laptörténete sorolja fel. Ez a jelzés csupán a megfogalmazás eredetét és a szerzői jogokat jelzi, nem szolgál a cikkben szereplő információk forrásmegjelöléseként.